# Anders (Hohlbein)
Anders ist ein Zyklus von vier zwischen Juni und Oktober 2004 erschienenen Fantasy-Romanen des deutschen Autorenpaares Wolfgang und Heike Hohlbein.

## Handlung

### Die tote Stadt
Der sechzehnjährige Unternehmersohn Anders Beron führt ein recht normales Leben, bis er eines Tages gemeinsam mit seinem Freund und Leibwächter Jannik mit einem Flugzeug abstürzt und in einer verbrannten, ausgestorbenen Stadt landet. Als er vor in ABC-Schutzanzügen gekleideten Soldaten flieht, die aus einem haifischförmigen Hubschrauber Jagd auf die beiden machen, wird Jannik angeschossen und stürzt von einem Hausdach. Anders geht davon aus, dass er tot ist, flieht und stößt auf das seltsame Katzenmädchen Katt. Sie rettet ihn und bringt ihn zu ihrer Sippe, die in einigen der zerbombten Häuser wohnt.
Dort gibt es keine Menschen, sondern nur weitere Tiermenschen aller Art, die allerdings nicht sehr zahlreich sind. Der Anführer der Sippe heißt Bull, er ist halb Stier, halb Mensch und nimmt Anders nur widerwillig auf. Langsam lernt dieser die Regeln der Tiermenschen immer besser kennen und kommt Katt immer näher. Anders versucht schließlich, den Tiermenschen mit Gesetzen und Technik zu helfen, ohne sich zu fragen, ob diese die „Errungenschaften der Zivilisation“ überhaupt wollen oder brauchen. Die Tiermenschen sehen die Sache auch sehr skeptisch, da es „schon immer so war“ und dieses Gesetz nicht gebrochen werden kann. Wieso das so sein soll, wissen sie aber selbst nicht so genau.
Schließlich wird der Drang, wieder nach Hause und in seine gewohnte Umwelt zu kommen, immer größer, so dass Anders alle Warnungen in den Wind schlägt und sich gemeinsam mit Katt auf den Weg macht, um über die Berge zu fliehen und somit das Unmögliche zu schaffen. Ihre Flucht endet abrupt an einer Mauer, die seltsame Infraschallsignale aussendet. Als Katt und Anders sich in eine Höhle begeben, treffen sie überraschend auf einen der Elder, der Feinde der Tiermenschen.

### Im dunklen Land
Katt und Anders können nicht fliehen und fallen dem Elder Culain in die Hände, der sie mit sich in die sagenumwobene Festung Tiernan nimmt. Die Elder, die als eine Art Elfen beschrieben werden, empfangen die beiden freundlich, aber entschlossen, sie nie mehr gehen zu lassen. Anders stellt bald fest, dass er seine neuen Gastgeber als kaum weniger fremdartig empfindet als die wilden Tiermenschen. Er stößt sich insbesondere daran, dass die Elder sich als „Herrenrasse“ gebärden und die anderen Bewohner dieser Welt lediglich als Sklaven oder Tiere bezeichnen. Katt und er kommen sich immer näher und beginnen schließlich eine leidenschaftliche Beziehung.
Bei einem Fluchtversuch stößt Anders einem Elder ein Schwert in die Brust und muss teuer dafür bezahlen: Er wird nach Sitte der Elder in einen Eiskerker im Gebirge gesperrt, in welchem er sieben Monate ausharren muss.
Er überlebt „Oberons Strafe“ nur, weil die Männer in den schwarzen ABC-Anzügen ihn aus dem Gefängnis holen und ihm so das Leben retten.

### Der Thron von Tiernan
Anders wird in die Torburg, den wichtigsten Vorposten Tiernans, gebracht. Kaum hat er sich halbwegs von den Entbehrungen der eisigen Kerkerhaft erholt, da erreicht eine alarmierende Nachricht die Festung: Eine riesige Armee aus Trollen, Kobolden und anderen Ungetümen wälzt sich auf Tiernan zu und wird die Torburg bald erreichen. Die Armeen der Elder rüsten sich zum Kampf, und auch Anders will sich der Armee entgegenstellen. Er muss jedoch bald feststellen, dass die Horden des Feindes von seinem totgeglaubten Leibwächter Jannik angeführt werden, der von den Ungeheuern gerettet wurde und sich auf der Seite der Guten sieht, denn Jannik ist der Meinung, dass nur durch den Untergang Tiernans und der Elder den anderen Völkern die Freiheit gegeben werden kann.
Eine schreckliche Schlacht entbrennt, in der Unzählige den Tod finden. Anders flieht vor dem Gemetzel und macht im Untergrund Bekanntschaft mit einem freundlichen Troll namens Boris. Gemeinsam wollen sie die gefährliche Ebene des Todes überqueren, um hinter das Geheimnis des dunklen Landes zu kommen. Am Ende treffen die beiden erneut auf Männer in den ABC-Anzügen, die Hubschrauber fliegen, und wird von ihnen gefangen genommen. Bei einem Fluchtversuch fällt Anders mehrere hundert Meter tief aus dem Hubschrauber. Inzwischen ist klar, dass die Männer Anders nichts tun wollen, sondern ihn nur zu seinem Vater bringen sollen. Sein Vater ist für die Entstehung dieser Welt verantwortlich. Er ist Oberon, der Gott der Elder, und Anders damit Oberons Sohn.

### Der Gott der Elder
Boris hat Anders gerettet, und die beiden ziehen weiter, um endlich hinter das Geheimnis des Eldergottes Oberon und dieser Fabelwelt zu kommen. Anders flieht zusammen mit Boris in die Stadt der Tiermenschen, um dort Katt wiederzufinden. Dies gelingt zunächst ohne Probleme, kurze Zeit später steht aber der Elder Tamar zusammen mit den Helikoptern seines Vaters in der Stadt und möchte ihn gefangen nehmen. Anders weiß aber, dass Tamar beabsichtigt, die Macht in Tiernan an sich zu reißen und die übrigen Völker auszulöschen. Anders flieht erneut, diesmal zu Jannik. Sie schmieden einen Plan, die Elder zu stürzen und Anders kehrt nach Tiernan zurück. Der Plan fliegt jedoch auf und Jannik und er werden gefangen genommen. Ihre neuerliche Flucht führt sie in einen alten Bunker unter Tiernan, in dem Gentech-Experimente durchgeführt worden waren. Diese waren außer Kontrolle geraten, wodurch diese Welt mit ihren Fabelwesen entstehen konnte.
Am Ende der Flucht fallen sie dennoch den Männern in den ABC-Anzügen und Anders Vater in die Hände.
Nachdem Jannik Ottmar Beron, Anders Vater, angeschossen hat, klärt dieser die beiden über alles auf:
Anders muss erfahren, dass er tatsächlich der Sohn des Gottes der Elder ist: Sein Vater, der Großunternehmer Ottmar Beron, ist in Wahrheit Oberon, ein Unsterblicher aus einer längst vergessenen Epoche, der das Tal für die bei Experimenten erschaffenen Wesen schuf, da es für sie in der normalen Welt keinen Platz gibt. Jannik ist ebenfalls ein Sohn Oberons und Anders älterer Halbbruder, beide sind somit Halbelder. Beider Mütter starben bei der Geburt.
Jannik und Anders sind mit dem genetisch konstruierten Virus, der aus Eldern Tiermenschen macht, infiziert, weshalb sie für immer im dunklen Land bleiben müssen.
Sie beschließen, einen Platz in dieser fremden Welt einzunehmen, Jannik bei den Trollen, Anders bei den Elder und Tierwesen. Bald ist Katt schwanger und die Grenzen werden abgerissen, damit die Völker endlich offen und in Frieden miteinander leben, und Boris erklärt in seiner typischen sprachlichen Unkompliziertheit, alles sei nun „gut“.

## Hintergrund
Wie viele Hohlbein-Werke wurde auch diese Reihe bereits in mehrere Sprachen übersetzt, unter anderem ins Portugiesische.

### Umschlaggestaltung
Die Schutzumschläge der gebundenen Originalausgabe verfügen über vier aufwändige Cover des Künstlers Peter Gric, die Schlüsselsituationen des jeweiligen Romans zeigen und sich gleichzeitig zu einem großen Panoramabild aneinander legen lassen. Auch fügen sich die Buchrücken im Regal zum horizontalen Schriftzug anders zusammen.

### Ausgaben
- Wolfgang und Heike Hohlbein: anders Band 1. Die tote Stadt Ueberreuter, Juli 2004, ISBN 3-8000-5073-0
- Wolfgang und Heike Hohlbein: anders Band 2. Im dunklen Land Ueberreuter, August 2004, ISBN 3-8000-5087-0
- Wolfgang und Heike Hohlbein: anders Band 3. Der Thron von Tiernan Ueberreuter, September 2004, ISBN 3-8000-5088-9
- Wolfgang und Heike Hohlbein: anders Band 4. Der Gott der Elder Ueberreuter, Oktober 2004, ISBN 3-8000-5089-7